# Theope azurea
Theope azurea är en fjärilsart som beskrevs av Bates 1868. Theope azurea ingår i släktet Theope och familjen Riodinidae. Inga underarter finns listade i Catalogue of Life.